# Mythimna kurilensis
Mythimna kurilensis là một loài bướm đêm trong họ Noctuidae.